# Кругле (Тальменський район)
Кру́гле (рос. Круглое) — селище у складі Тальменського району Алтайського краю, Росія. Входить до складу Ларічихинської сільської ради.

## Населення
Населення — 14 осіб (2010; 45 у 2002).
Національний склад (станом на 2002 рік):
- росіяни — 82 %